# Inés López
Inés López Arias (* 19. August 2003 in Madrid) ist eine spanische Leichtathletin, die im Kugelstoßen sowie im Diskuswurf an den Start geht.

## Sportliche Laufbahn
Erste Erfahrung bei internationalen Meisterschaften sammelte Inés López im Jahr 2021, als sie bei den U20-Europameisterschaften in Tallinn ohne einen gültigen Versuch in der Qualifikationsrunde im Kugelstoßen ausschied. Zudem begann sie ein Studium an der Western Kentucky University in den Vereinigten Staaten. Im Jahr darauf belegte sie bei den U20-Weltmeisterschaften in Cali mit 13,63 m den zwölften Platz im Finale und wechselte 2023 an die Arizona State University. 2025 klassierte sie sich bei den U23-Europameisterschaften in Bergen mit 15,94 m auf dem achten Platz im Kugelstoßen und siegte im Diskuswurf mit neuer Bestleistung von 58,20 m.
2024 wurde López spanische Meisterin im Diskuswurf.

## Persönliche Bestleistungen
- Kugelstoßen: 16,04 m, 18. Januar 2025 in Lubbock
- Diskuswurf: 58,20 m, 20. Juli 2025 in Bergen